# 24074 Thomasjohnson
24074 Thomasjohnson è un asteroide della fascia principale. Scoperto nel 1999, presenta un'orbita caratterizzata da un semiasse maggiore pari a 2,2738394 UA e da un'eccentricità di 0,0897978, inclinata di 5,92359° rispetto all'eclittica.